# Pablo Grande

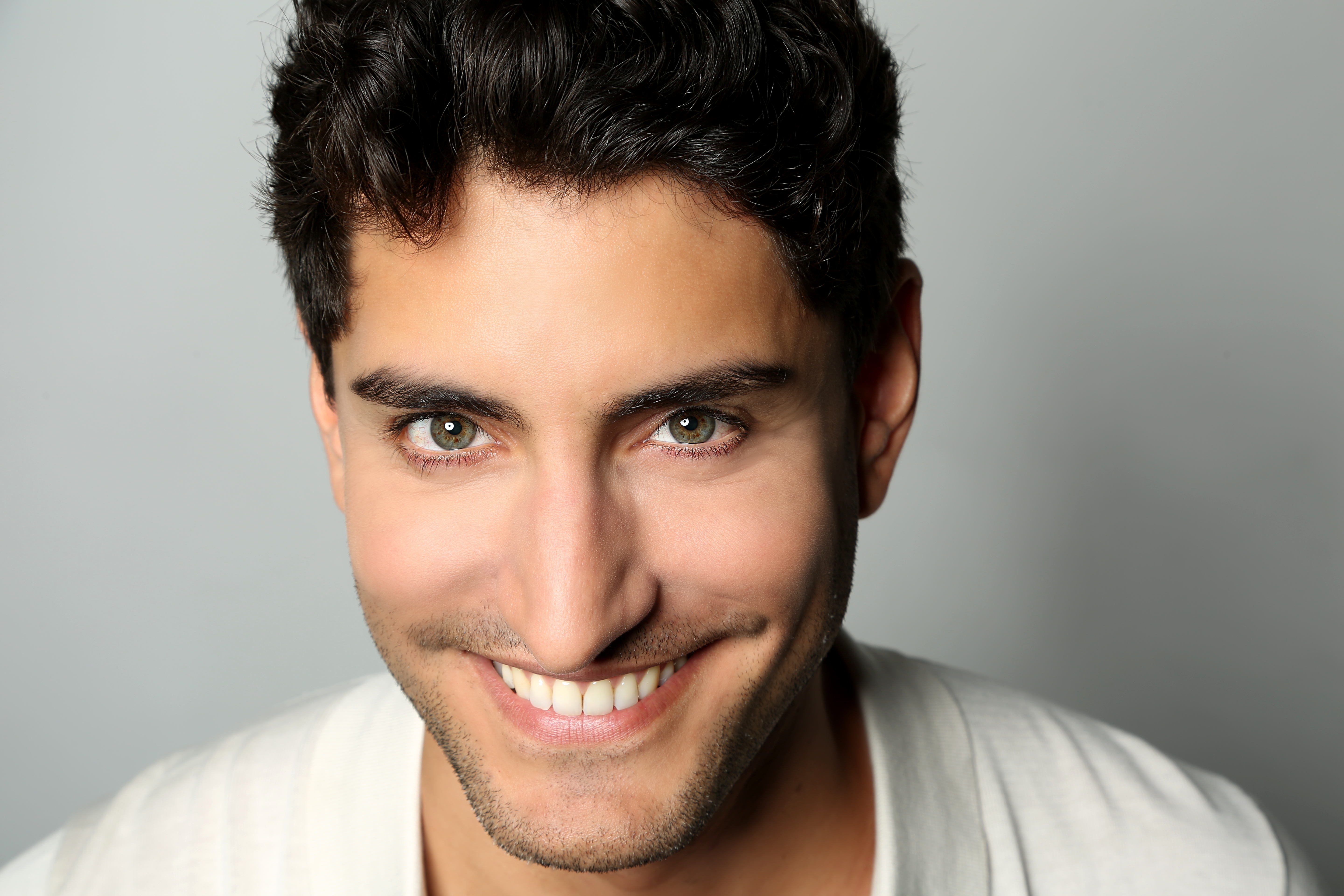
Pablo Grande (2017)

Pablo Grande (* 12. September 1983 in Rosario) ist ein argentinischer Sänger, Musiker und Schauspieler, der seit Anfang 2014 in Österreich lebt. 2015 erreichte er den zweiten Platz bei der österreichischen Talentshow The Voice. 2016 erreichte er als Leadsänger der Formation „Ladies & Gentleman“ das Finale der ORF-Talentshow Die große Chance der Chöre. Seit 2025 ist Pablo Grande bei "Milrosas Music", dem neuen Label von Semino Rossi.
Pablo Grande singt auf Deutsch, Spanisch, Italienisch und Englisch. Neben eigenen Werken, welche dem Bereich Schlagerpop zuzuordnen sind, interpretiert er auch bekannte Hits und Schlager.

## Leben
Im Alter von acht Jahren lernte Pablo Grande Klavier und begann im Zuge erster Auftritte zu singen. Seinen ersten eigenen Titel komponierte er im Alter von zehn Jahren für seine damals verstorbene Großmutter.
Von 1995 bis 2001 absolvierte er eine Musicalausbildung am Theater El Circulo von Rosario.
2002 wurde Pablo im Zuge der argentinischen Fernsehcastingshow Artistas von 1.500 Bewerbern als Hauptdarsteller für die Fernsehserie La Pension ausgewählt, wo auch seine damalige Band „Vinilo“ einige Auftritte hatte. Die Boygroup wurde produziert von Fabián Gallardo.
2002 begann er ein Musikstudium an der Universität von Rosario. 2005 übersiedelte er nach Buenos Aires und setzte dort sein Studium an der UNA Universidad nacional de las artes fort. Mit seinem Umzug nach Buenos Aires verstärkte sich sein Fokus auf seine Gesangsausbildung und in weiterer Folge spielte er in vielen Musicals und Shows (siehe Musicalkarriere).
2014 war er Ensemblemitglied des Kreuzfahrtschiffes Amadea (Drehort der ZDF-Fernsehserie Das Traumschiff).
2014 siedelte er nach Österreich um. Dort lernte er im Zuge des österreichischen Talentwettbewerbes The Voice 2015 den Musikproduzent Arno Koch kennen, mit dem er seine ersten deutschsprachigen Titel veröffentlichte. Parallel dazu erreichte Pablo Grande mit seiner Gruppe Ladies & Gentleman 2016 das Finale bei der ORF Talentshow Die große Chance der Chöre. Im Zuge dessen entstand die Kooperation von Pablo Grande (als Solokünstler) mit dem ORF.
2017 bis 2018 arbeitete Pablo mit Mandorla Music und Produzent Alfons Weindorf zusammen.
Pablo Grande war Teil der 10. Staffel der bekannten deutschen Fernsehsendung "Verrückt nach Meer". Die Dreharbeiten fanden im Jahr 2020 in Chile und in Pablos Heimat Argentinien statt. Die Folgen wurden erstmals im Jahr 2021 auf ARD/BR ausgestrahlt.
2021 gewann Pablo den Rock The Island Contest in der Kategorie Schlager.
Pablo spielte u. a. beim Donauinselfest in Wien, Schlager in Weiß (Bayern Plus), Immer wieder Sonntags (ARD), auf der Seebühne in Mörbisch als Vorband von Andrea Berg, bei diversen Schlagernächten wie z. B. der Schlagernacht des Jahres in der Wiener Stadthalle und der Schlagerparty in der TipsArena Linz. Seit 2024 ist er auch immer wieder bei den Konzerten von Semino Rossi zu sehen, z. B. bei Konzerten seiner Deutschlandtour im Oktober 2024, 20 Jahre Jubiläumskonzert von Semino Rossi in Innsbruck, Neujahrskonzert Duisburg.

## TV
- Die große Chance der Chöre (2016) ORF[16]
- Starweihnacht mit Alfons Haider (2018) ORF[17]
- Immer wieder Sonntags (2018) ARD[9]
- Verrückt nach Meer (2021) ARD[6]

## Musicalkarriere
- La Pension – Artistas (2003, Musical)[4]
- Rita la salvaje (2005)[18]
- Robin Hood (2007)[19]
- Domino (2008)[20]
- Crucero Gualeguaychu (2008)[21]
- Piaf (2009–2010)[22]
- Tangolpeando (2010)[23]
- Smail (2011–2012)[24]
- Les Miserables (2018)[25]
- The Show Must Go On! (2021)[26]
- Sister Act (2022)[27]

## Diskografie

### Studioalben
- 2018: Hey Olé (Mandorla Music)

### Singles
- 2016: Glühender Himmel
- 2017: Feuer und Eis
- 2017: Schenk mir diese Nacht
- 2018: Was ich will
- 2018: Torero
- 2020: Feliz Navidad
- 2021: Pura Vida
- 2021:Adiós mi corazón
- 2025: Wann & wo
- 2025: Nie mehr ohne dich

## Filmografie
- 2020: Harmonie[28]

Für seinen ersten Kinofilm („Harmonie“), in dem auch Franco Nero mitwirkte, wurde Pablo vom Five Continents International Filmfestival als bester Hauptdarsteller ausgezeichnet.